# Malloussa
Malloussa (franska: Malloussa (CR), Malloussa (Commune Rurale), arabiska: العوامة) är en kommun i Marocko.   Den ligger i provinsen Fahs-Anjra och regionen Tanger-Tétouan-Al Hoceïma, i den norra delen av landet, 220 km nordost om huvudstaden Rabat. Antalet invånare är 10 739.